# Унгалбаев, Кемер
Унгалбаев, Кемер (5 декабря 1925, Красноводск, Красноводский район, Полторацкий округ, Туркменская ССР, СССР — 6 февраля 1977 станция «Белек», Красноводская область, Туркменская ССР, СССР) — участник Великой Отечественной войны. Полный кавалер ордена Славы.

## Биография
Родился 5 декабря 1925 в селе Красноводск (ныне Туркменбаши) в крестьянской семье.
После окончания 7 классов школы работал на хлебозаводе. В  Красной Армии с 1943, в боях начал участвовать с января 1944. 20 апреля 1944 во время боёв за Живачев (Ивано-Франковская область  Украина) уничтожил около 10 немецких военнослужащих. 15 мая 1944 награждён  орденом Славы 3-й степени. 8—18 января 1945, во время боев за Будапешт, уничтожил пять вражеских солдат и девять взял в плен. 23 февраля 1945 награждён орденом Славы 2-й степени. 20 марта 1945 во время боёв возле озера Балатон, проник во вражеский блиндаж и уничтожил его вместе с 10 солдатами противника, также в этом бою взял в плен около 20 солдат противника. 29 июня 1945 награждён  орденом Славы 1-й степени. Демобилизован в 1945.
Работал в управлении магистральных нефтепроводов. В 1969 был принят в КПСС.
Умер 6 февраля 1977 года.

## Награды
- Орден Славы I степени (29 июня 1945; № 1366);
- Орден Славы II степени (23 февраля 1945; № 2107);
- Орден Славы III степени (15 мая 1944; № 43383).